# Odomas canidia
Odomas canidia är en insektsart som beskrevs av Rauno E. Linnavuori 1973. Odomas canidia ingår i släktet Odomas och familjen dvärgstritar. Inga underarter finns listade i Catalogue of Life.